# دل دوباره به یاد آورد (فیلم ۱۹۶۶)
دل دوباره به یاد آورد (به هندی: Dil Ne Phir Yaad Kiya) یا پیوند دوستی فیلمی محصول سال ۱۹۶۶ (۱۳۴۵ خورشیدی) و به کارگردانی سی.ال. راوال است. در این فیلم بازیگرانی همچون درمندرا، نوتان، رحمان ایفای نقش کرده‌اند.

## نمایش در ایران
فیلم «دل دوباره به یاد آورد» با عنوان پیوند دوستی در ایران دوبله و برای بار نخست در تاریخ چهارشنبه ۳ دی ۱۳۴۸ در ۷ سینما در تهران به نمایش درآمد. این فیلم جایگزین فیلم شهرآشوب در گروه سینمایی مولن‌روژ شد.
سینماهای نمایش‌دهنده فیلم پیوند دوستی در تهران در گروه سینمایی مولن‌روژ شامل ۷ سینمای مولن‌روژ، دیانا، مهتاب، شهوند، نپتون، لیدو و رکس بودند.
فیلم پیوند دوستی، پس از یک هفته نمایش در تهران، در گروه سینمایی مولن‌روژ در تاریخ چهارشنبه ۱۰ دی ۱۳۴۸ جای خود را به فیلم قیصر (مسعود کیمیایی) داد.